# Hornseptett
Hornseptett är en orkester bestående av sju blåsinstrument.

## Historia
Hornseptetter började bildas mot slutet av 1800-talet och hade sin största utbredning under de tre, fyra första decennierna in på 1900-talet.
Som en av septettmusikens grundare och stora ledare i Finland kan Johan Willgren räknas med nästan 1000 arrangemang för septettsättning. Musiken bestod vanligtvis av marscher, overtyrer och dansmusik såsom vals, schottis, polka och mazurka.
Även idag skrivs det musik för hornseptett. Nämnas kan bland annat  Jouko Lehtonen som skrivit flera nya stycken för hornseptett.

## Sättning
I den klassiska sättningen finner man:
- Eb-kornett
- 1:a Bb-kornett
- 2:a Bb-kornett
- Althorn (Eb)
- Tenorhorn (Bb)
- Baryton (Bb)
- Eb-tuba.

En del septetter kan även hålla sig med trumslagare och dirigent.